# Giovanni Manson
Giovanni Manson Ribeiro (Bauru, Brasil, 31 de enero de 2002, Bauru, Brasil), conocido simplemente como Giovanni, es un futbolista brasileño que juega de delantero en el Fluminense F. C. del Campeonato Brasileño de Serie A.

## Trayectoria

### Inicios
Nacido en Bauru, Estado de São Paulo, entró en la cantera del Santos F. C. en 2012, con diez años. Tras no llegar a un acuerdo para un nuevo contrato, abandonó el club en mayo de 2019, al expirar su contrato de juvenil, y posteriormente se le relacionó con fichajes del Chelsea F. C. y del Ajax de Ámsterdam.

### Ajax de Ámsterdam
El 25 de febrero de 2020, el Ajax solicitó a la FIFA que interviniera a favor del club en su traspaso, pues tanto la Confederación Brasileña de Fútbol como el Santos Fútbol Club se negaban a dejar salir al jugador alegando que el club formador debía tener prioridad para darle su primer contrato profesional. Finalmente, sí se pudo culminar el movimiento Ajax-Giovanni con un pago de 500.000 euros al Santos por su capacitación. El 4 de marzo, tras recibir el visto bueno, fue anunciado por el club con un contrato de cuatro años, siendo asignado inicialmente al equipo de reserva.
Debutó con la selección absoluta del Jong Ajax el 30 de agosto de 2020, siendo titular en la derrota por 4-0 a domicilio contra el Roda JC Kerkrade. El 11 de septiembre marcó su primer gol con la selección absoluta, anotando el único de su equipo en la derrota por 2-1 en el NEC Nimega.

#### Préstamo al Telstar
El 18 de enero de 2022 fue cedido al SC Telstar Velsen hasta el final de la temporada. Casualmente, el 23 de enero debutó con el club ante el Jong Ajax en la victoria por 1-0 en casa.

## Estadísticas

### Clubes
Actualizado al último partido disputado el 4 de marzo de 2023.
| Club                             | Div.          | Temporada     | Liga  | Liga  | Estatal | Estatal | Copas nacionales | Copas nacionales | Copas internacionales | Copas internacionales | Total | Total |
| Club                             | Div.          | Temporada     | Part. | Goles | Part.   | Goles   | Part.            | Goles            | Part.                 | Goles                 | Part. | Goles |
| -------------------------------- | ------------- | ------------- | ----- | ----- | ------- | ------- | ---------------- | ---------------- | --------------------- | --------------------- | ----- | ----- |
| Jong Ajax · Países Bajos         | 2.ª           | 2020-21       | 22    | 2     | —       | —       | —                | —                | —                     | —                     | 22    | 2     |
| Jong Ajax · Países Bajos         | 2.ª           | 2021-22       | 9     | 0     | —       | —       | —                | —                | —                     | —                     | 9     | 0     |
| SC Telstar Velsen · Países Bajos | 2.ª           | 2021-22       | 15    | 2     | —       | —       | 1                | 0                | —                     | —                     | 16    | 0     |
| SC Telstar Velsen · Países Bajos | Total club    | Total club    | 15    | 2     | 0       | 0       | 1                | 0                | 0                     | 0                     | 16    | 2     |
| Jong Ajax · Países Bajos         | 2.ª           | 2022-23       | 5     | 1     | —       | —       | —                | —                | —                     | —                     | 5     | 1     |
| Jong Ajax · Países Bajos         | Total club    | Total club    | 36    | 3     | 0       | 0       | 0                | 0                | 0                     | 0                     | 36    | 3     |
| Fluminense F. C. · Brasil        | 1.ª           | 2023          | 0     | 0     | 7       | 0       | 0                | 0                | —                     | —                     | 7     | 0     |
| Fluminense F. C. · Brasil        | Total club    | Total club    | 0     | 0     | 7       | 0       | 0                | 0                | 0                     | 0                     | 7     | 0     |
| Total carrera                    | Total carrera | Total carrera | 51    | 5     | 7       | 0       | 1                | 0                | 0                     | 0                     | 59    | 5     |

## Palmarés

### Títulos internacionales
| Título            | Equipo           | País   | Año  |
| ----------------- | ---------------- | ------ | ---- |
| Copa Libertadores | Fluminense F. C. | Brasil | 2023 |